# 爱情圣战
爱情圣战（英語：Love Jihad），又称爱的圣战、罗密欧圣战（英語：Romeo Jihad）是2009年在印度兴起的阴谋论，指穆斯林有组织地通过恋爱、婚姻使其他信仰的女性皈依伊斯兰教。这一阴谋论后来扩张到巴基斯坦、英国等地。印度政府在2009年、2010年、2012年、2014年多次进行调查，并未发现爱情圣战的证据。